# Serravalle Langhe
Serravalle Langhe (piemontiul: Saraval) település Olaszországban, Piemont régióban, Cuneo megyében. Lakosainak száma 316 fő (2023. január 1.). Serravalle Langhe Bossolasco, Cerretto Langhe, Cissone, Feisoglio és Roddino községekkel határos.

## Népesség
A település lakossága az elmúlt években az alábbi módon változott:
| Lakosok száma | 305  | 301  | 316  |
|               | 2017 | 2018 | 2023 |